# Cristina Bucșová
Cristina Bucșová (nepřechýleně: Bucșa, * 1. ledna 1998 Kišiněv) je španělská profesionální tenistka, která v letech 2013–2015 reprezentovala rodné Moldavsko. Ve své dosavadní kariéře na okruhu WTA Tour vyhrála šest turnajů ve čtyřhře včetně Madrid Open 2024 v kategorii WTA 1000. V sérii WTA 125 vybojovala jednu singlovou a pět deblových trofejí. Na okruhu ITF získala čtyři tituly ve dvouhře a devět ve čtyřhře.
Na žebříčku WTA byla ve dvouhře nejvýše klasifikována v lednu 2024 na 56. místě a ve čtyřhře v červnu téhož roku na 19. místě. Trénuje ji otec Ion Bucșa.
Španělsko reprezentovala na Letních olympijských hrách 2024 v Paříži, kde ve druhém kole dvouhry podlehla Kanaďance Leylah Fernandezové. Se Sarou Sorribesovou Tormovou získaly bronzovou medaili ve čtyřhře po výhře nad Češkami Muchovou a Noskovou.

## Tenisová kariéra
Stejně jako další kišiněvská rodačka Aliona Bolsovová začala již v dětství žít ve Španělsku, kde rozvíjela tenisovou kariéru. Bydlí a trénuje v Kantábrii.
V rámci okruhu ITF debutovala v květnu 2013 po zisku divoké karty na turnaj ve španělském Monzónu dotovaný 10 tisíci dolary. Ve druhém kole podlehla Španělce Lucii Cerverové-Vazquézové. Premiérový titul v této úrovni tenisu vybojovala během května 2017, na turnaji v portugalském Santarému s rozpočtem 15 tisíc dolarů. Ve finále přehrála Rusku Valerii Savinychovou ze čtvrté světové stovky. Ve třetí fázi srpnového TK Sparta Prague Open 2020 ze série WTA 125K vypadla s Argentinkou Nadiou Podoroskou, figurující na 165. příčce. O týden později postoupila přes Varvaru Lepčenkovou a Magdalenu Fręchovou do finále 60tisícového L'Open 35 de Saint-Malo 2020 na túře ITF. V závěrečném utkání však opět nestačila na Podoroskou.
V kvalifikaci únorového Qatar Total Open 2021 porazila Barboru Krejčíkovou, ale do dvouhry ji nepustila Kristýna Plíšková. V hlavní soutěži okruhu WTA Tour tak debutovala až dubnovým Copa Colsanitas 2021 v Bogotě. Na úvod však nestačila na krajanku z druhé stovky žebříčku Nurii Párrizasovou Díazovou. V témže měsíci ji v prvním utkání Istanbul Cupu 2021 vyřadila Kateřina Siniaková. První vyhraný zápas v této úrovni tenisu dosáhla na květnovém Serbia Open 2021, když zdolala černohorskou světovou jedenašedesátku Danku Kovinićovou. Poté ji přehrála Běloruska Aljaksandra Sasnovičová.
Debut v hlavní soutěži nejvyšší grandslamové kategorie zaznamenala v ženském singlu US Open 2021 po zvládnuté tříkolové kvalifikaci, v jejímž závěru si poradila s pátou nasazenou Francouzkou Océanií Dodinovou. V úvodním kole Flushing Meadows však nenašla recept na čtyřicátou čtvrtou ženu klasifikace Jil Teichmannovou ze Švýcarska. Také na Australian Open 2022 prošla kvalifikačním sítem přes Richèl Hogenkampovou, ale s dvouhrou se rozloučila po porážce od Belgičanky Alison Van Uytvanckové. Z třetí grandslamové kvalifikace v řadě postoupila na French Open 2022.

## Utkání o olympijské medaile

### Ženská čtyřhra: 1 (1 bronz)
| Stav  | rok  | místo konání   | povrch | spoluhráčka              | soupeřky v utkání o medaili    | výsledek |
| ----- | ---- | -------------- | ------ | ------------------------ | ------------------------------ | -------- |
| Bronz | 2024 | Paříž, Francie | antuka | Sara Sorribesová Tormová | Karolína Muchová Linda Nosková | 6–2, 6–2 |

## Finále na okruhu WTA Tour

### Čtyřhra: 9 (6–3)
| Legenda            |
| ------------------ |
| Grand Slam (0)     |
| Turnaj mistryň (0) |
| WTA 1000 (1–1)     |
| WTA 500 (1–0)      |
| WTA 250 (4–2)      |

| Stav       | č. | datum           | turnaj                   | kategorie | povrch | spoluhráčka              | soupeřky ve finále                    | výsledek              |
| ---------- | -- | --------------- | ------------------------ | --------- | ------ | ------------------------ | ------------------------------------- | --------------------- |
| Finalistka | 1. | 18. září 2022   | Portorož, Slovinsko      | WTA 250   | tvrdý  | Tereza Mihalíková        | Tereza Martincová Marta Kosťuková     | 4–6, 0–6              |
| Vítězka    | 1. | 5. února 2023   | Lyon, Francie            | WTA 250   | tvrdý  | Bibiane Schoofsová       | Olga Danilovićová Alexandra Panovová  | 7–6(7–5), 6–3         |
| Vítězka    | 2. | 7. dubna 2024   | Bogota, Kolumbie         | WTA 250   | antuka | Kamilla Rachimovová      | Anna Bondárová Irina Chromačovová     | 7–6(7–5), 3–6, [10–8] |
| Vítězka    | 3. | 5. května 2024  | Madrid, Španělsko        | WTA 1000  | antuka | Sara Sorribesová Tormová | Barbora Krejčíková Laura Siegemundová | 6–0, 6–2              |
| Vítězka    | 4. | 25. května 2024 | Štrasburk, Francie       | WTA 500   | antuka | Monica Niculescuová      | Asia Muhammadová Aldila Sutjiadiová   | 3–6, 6–4, [10–6]      |
| Vítězka    | 5. | 24. srpna 2024  | Cleveland, Spojené státy | WTA 250   | tvrdý  | Sü I-fan                 | Šúko Aojamová Eri Hozumiová           | 3–6, 6–3, [10–6]      |
| Finalistka | 2. | 20. října 2024  | Ósaka, Japonsko          | WTA 250   | tvrdý  | Monica Niculescuová      | Laura Siegemundová Ena Šibaharaová    | 6–3, 2–6, [2–10]      |
| Finalistka | 3. | 30. března 2025 | Miami, Spojené státy     | WTA 1000  | tvrdý  | Miju Katová              | Mirra Andrejevová Diana Šnajderová    | 3–6, 7–6(7–5), [2–10] |
| Vítězka    | 6. | 6. dubna 2025   | Bogota, Kolumbie         | WTA 250   | antuka | Sara Sorribes Tormová    | Irina Baraová Laura Pigossiová        | 5–7, 6–2, [10–5]      |

## Finále série WTA 125
| Legenda                  |
| ------------------------ |
| D – dvouhra; Č – čtyřhra |
| WTA 125 (1–0 D; 5–2 Č)   |

### Dvouhra: 1 (1–0)
| Stav    | č. | datum         | turnaj           | povrch    | poražená finalistka | výsledek      |
| ------- | -- | ------------- | ---------------- | --------- | ------------------- | ------------- |
| Vítězka | 1. | prosinec 2023 | Limoges, Francie | tvrdý (h) | Elsa Jacquemotová   | 2–6, 6–1, 6–2 |

### Čtyřhra: 7 (5–2)
| Stav       | č. | datum         | turnaj                         | povrch    | spoluhráčka             | poražené finalistky                        | výsledek              |
| ---------- | -- | ------------- | ------------------------------ | --------- | ----------------------- | ------------------------------------------ | --------------------- |
| Finalistka | 1. | srpen 2021    | Concord, Spojené státy         | tvrdý     | Usue Maitane Arconadová | Peangtarn Plipuečová Jessy Rompiesová      | 6–3, 6–7(5–7), [8–10] |
| Vítězka    | 1. | prosinec 2022 | Andorra la Vella, Andorra      | tvrdý (h) | Weronika Falkowská      | Angelina Gabujevová Anastasija Zacharovová | 7–6(7–4), 6–1         |
| Vítězka    | 2. | červenec 2023 | Contrexéville, Francie         | antuka    | Alena Fominová-Klotzová | Amina Anšbová Anastasia Dețiuc             | 4–6, 6–3, [10–7]      |
| Finalistka | 2. | srpen 2023    | Chicago, Spojené státy         | tvrdý     | Alexandra Panovová      | Ulrikke Eikeriová Ingrid Neelová           | bez boje              |
| Vítězka    | 3. | prosinec 2023 | Angers, Francie                | tvrdý (h) | Monica Niculescuová     | Anna Danilinaová Alexandra Panovová        | 6–1, 6–3              |
| Vítězka    | 4. | prosinec 2023 | Limoges, Francie               | tvrdý (h) | Jana Sizikovová         | Oxana Kalašnikovová Maia Lumsdenová        | 6–4, 6–1              |
| Vítězka    | 5. | červen 2025   | Birmingham, Spojené království | tráva     | Destanee Aiavová        | Alicia Barnettová Elixane Lechemiová       | 6–4, 6–2              |

## Tituly na okruhu ITF
| Dotace turnajů okruhu ITF | Dotace turnajů okruhu ITF |
| ------------------------- | ------------------------- |
| 100 000 $ tournaments     | 80 000 $ tournaments      |
| 75 000 $ tournaments      | 60 000 $ tournaments      |
| 50 000 $ tournaments      | 25 000 $ tournaments      |
| 15 000 $ tournaments      | 10 000 $ tournaments      |

### Dvouhra (4 tituly)
| Č. | datum         | turnaj                     | povrch    | poražená finalistka | výsledek                  |
| -- | ------------- | -------------------------- | --------- | ------------------- | ------------------------- |
| 1. | květen 2017   | Santarém, Portugalsko      | tvrdý     | Valeria Savinychová | 6–4, 6–4                  |
| 2. | červenec 2018 | Porto, Portugalsko         | antuka    | Jil Teichmannová    | 7–6(7–4), 6–1             |
| 3. | listopad 2019 | Vitoria-Gasteiz, Španělsko | tvrdý     | Šalimar Talbiová    | 6–0, 6–4                  |
| 4. | listopad 2019 | Nantes, Francie            | tvrdý (h) | Tamara Korpatschová | 6–2, 6–7(11–13), 7–6(8–6) |

### Čtyřhra (9 titulů)
| Č. | datum         | turnaj                | povrch      | spoluhráčka              | poražené finalistky                       | výsledek           |
| -- | ------------- | --------------------- | ----------- | ------------------------ | ----------------------------------------- | ------------------ |
| 1. | listopad 2017 | Valencie, Španělsko   | antuka      | Jana Sizikovová          | Georgina García Pérezová Andrea Gámizová  | 7–6(7–1), 7–6(7–5) |
| 2. | květen 2018   | Monzón, Španělsko     | tvrdý       | Jana Sizikovová          | Sarah Bethová Greyová Olivia Nichollsová  | 6–2, 5–7, [10–8]   |
| 3. | září 2018     | Saint-Malo, Francie   | antuka      | María Fernanda Herazová  | Alexandra Cadanțuová Diāna Marcinkēvičová | 4–6, 6–1, [10–8]   |
| 4. | listopad 2018 | Nules, Španělsko      | antuka      | Claudia Hoste Ferrerová  | Marina Bassols Riberová Júlia Payolová    | 7–6(7–3), 6–3      |
| 5. | únor 2018     | Altenkirchen, Německo | koberec (h) | Rosalie van der Hoeková  | Marie Benoîtová Katarzyna Piterová        | 5–7, 6–3, [12–10]  |
| 6. | duben 2019    | Óbidos, Portugalsko   | koberec     | Georgina García Pérezová | Sofia Šapatavová Emily Webleyová-Smithová | 7–5, 7–5           |
| 7. | duben 2019    | Chiasso, Švýcarsko    | antuka      | Marta Kosťuková          | Sharon Fichmanová Jaimee Fourlisová       | 6–1, 3–6, [10–7]   |
| 8. | březen 2022   | Le Havre, Francie     | antuka      | Georgina García Pérezová | Diāna Marcinkēvičová Chiara Schollová     | 6–4, 6–3           |
| 9. | listopad 2022 | Valencie, Španělsko   | antuka      | Ylena In-Albonová        | Irina Chromačovová Iryna Šymanovičová     | 6–3, 6–2           |